# Kazimierz Flaga

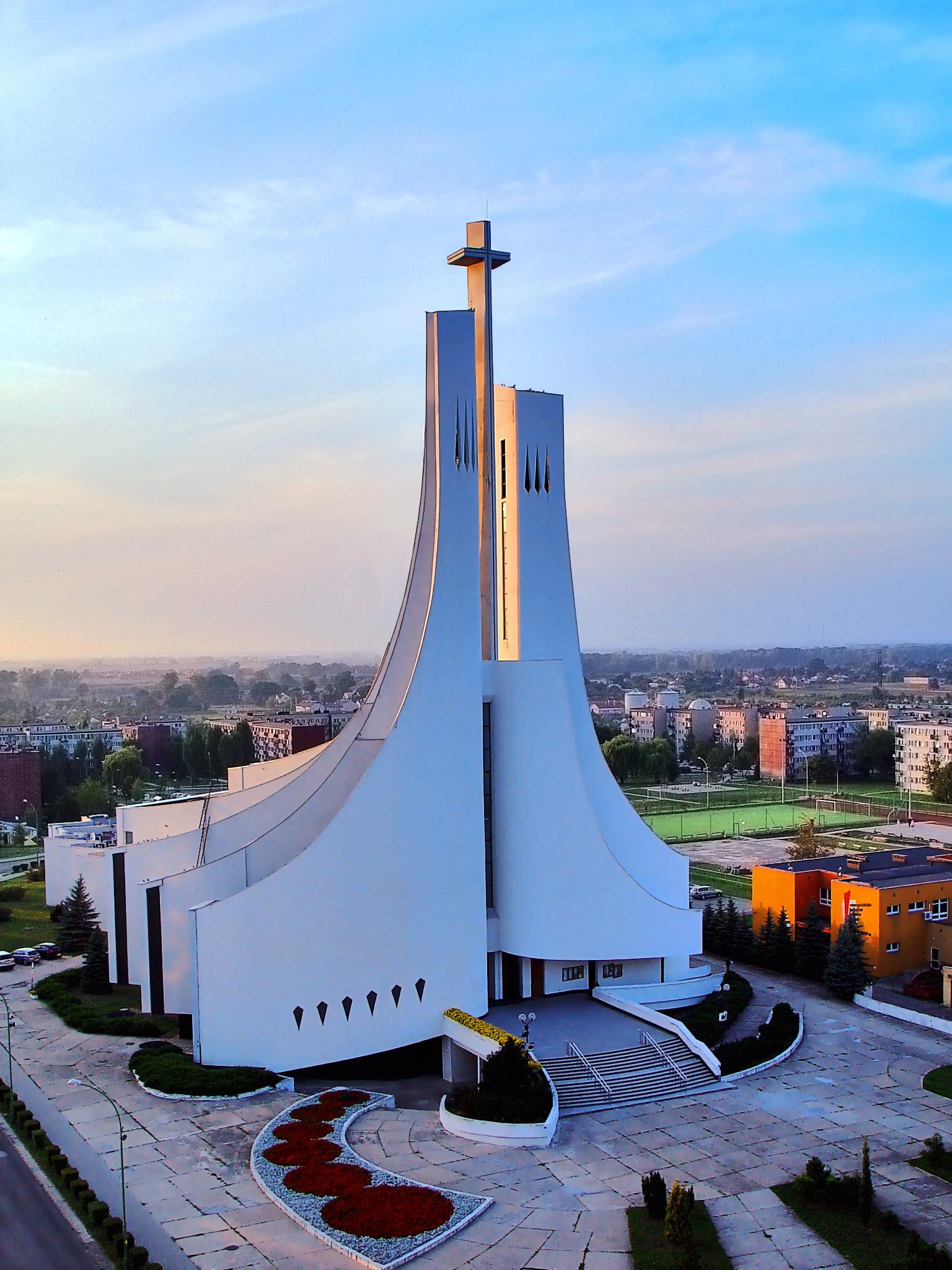
Kościół pw. Ducha Świętego w Mielcu zaprojektowany z udziałem Kazimierza Flagi

Kazimierz Józef Flaga (ur. 23 stycznia 1939 w Sułkowicach) – polski naukowiec, profesor nauk technicznych, specjalista w zakresie budowy mostów i tuneli, konstrukcji betonowych i materiałów budowlanych, rektor Politechniki Krakowskiej (1996–2002).

## Życiorys
W 1961 roku ukończył studia na Politechnice Krakowskiej i podjął pracę na tej uczelni. W 1967 roku uzyskał stopień naukowy doktora na Wydziale Budownictwa Lądowego Politechniki Krakowskiej, a w 1971 roku doktora habilitowanego. Od 1984 roku profesor nadzwyczajny, a od 1991 roku profesor zwyczajny Politechniki Krakowskiej. W 1989 roku otrzymał tytuł profesora nauk technicznych.
W latach 1996–2002 piastował stanowisko rektora Politechniki Krakowskiej. Był przewodniczącym Związku Mostowców Rzeczypospolitej Polskiej. Jest członkiem zagranicznym Akademii Budownictwa Ukrainy (2009), członkiem Komitetu Inżynierii Lądowej i Wodnej Polskiej Akademii Nauk, członkiem Centralnej Komisji do Spraw Stopni i Tytułów (Sekcja VI – Nauk Technicznych), członkiem Społecznego Komitetu Odnowy Zabytków Krakowa, członkiem Bractwa Kurkowego w Krakowie, kawalerem Zakonu Rycerskiego Grobu Bożego w Jerozolimie i członkiem Związku Podhalan. W 2012 roku wszedł w skład prezydium komitetu naukowego Konferencji Smoleńskiej, poświęconej badaniom katastrofy polskiego Tu-154 w Smoleńsku metodami nauk ścisłych. Został członkiem komitetu naukowego II i III edycji tej konferencji z lat 2013, 2014.
Brał udział przy opracowywaniu projektów konstrukcyjnych m.in. kościoła Matki Bożej Królowej Świata w Radomiu, kościoła pw. Ducha Świętego w Mielcu, kościoła św. Józefa w Rzeszowie oraz kościoła Ducha Świętego w Zielonej Górze. Był konsultantem przy realizacji prac budowlanych i inżynierskich przy takich obiektach jak most autostradowy im. Armii Krajowej koło Torunia, Most Poniatowskiego, czy Most Kotlarski w Krakowie.
W 2002 roku kandydował na prezydenta Krakowa z ramienia komitetu Samorządna Polska, związanego z partią Stronnictwo Polska Racja Stanu. Zajął 8. miejsce spośród 13 kandydatów (zdobył 3,18% głosów).

## Odznaczenia i wyróżnienia
- Krzyż Komandorski Orderu Odrodzenia Polski (13 kwietnia 2005)[8]
- Krzyż Oficerski Orderu Odrodzenia Polski
- Krzyż Kawalerski Orderu Odrodzenia Polski
- Medal Komisji Edukacji Narodowej
- profesor Honorowy Moskiewskiego Państwowego Uniwersytetu Inżynierii Ekologicznej (2002)
- doktor honoris causa Politechniki Krakowskiej (2011) oraz Politechniki Świętokrzyskiej (2016)[9]
- Nagroda im. prof. Wacława Żenczykowskiego (1975)[10].
- Medal im. prof. Stefana Kaufmana (2005)[11]
- Medal im. prof. Romana Ciesielskiego (2017)[12]
- członek honorowy Polskiego Związku Inżynierów i Techników Budownictwa
- członek honorowy Związku Mostowców Rzeczypospolitej Polskiej

## Wybrane publikacje
- Energetyczne podstawy wzrostu wytrzymałości betonu tężejącego w warunkach obróbki termicznej (1971)
- Skurcz betonu i jego wpływ na nośność, użytkowalność i trwałość konstrukcji żelbetowych i sprężonych (2002)
- Naprężenia skurczowe i zbrojenie przypowierzchniowe w konstrukcjach betonowych (2004)
- Estetyka konstrukcji mostowych: podręcznik dla studentów wyższych szkół technicznych (2005, ISBN 83-7242-372-5)
- Mosty świata – I: wyprawa naukowo-dydaktyczna Tajlandia-Wietnam-Kambodża, 21.01–07.02.2008 (2008, ISBN 978-83-7242-490-7)
- Mosty świata – II: wyprawa naukowo-dydaktyczna Chiny 14.04–02.05. 2009 (2010, ISBN 978-83-7242-524-9)